# Gifhorn
Gifhorn è una città di 42 993 abitanti, della Bassa Sassonia, in Germania. È il capoluogo, e il centro maggiore, del circondario omonimo.
Gifhorn si fregia del titolo di "Comune indipendente" (Selbständige Gemeinde).
Gifhorn fa parte della regione metropolitana di Hannover-Braunschweig-Gottinga-Wolfsburg. 

## Geografia
Gifhorn si trova alla confluenza dei fiumi Ise e Aller. Gifhorn si trova a circa 20 km a nord della città di Braunschweig e a circa 15 km a ovest di Wolfsburg. In città, le Bundesstraße 4 e 188 si incontrano. All'estremità settentrionale della città inizia la Landa di Luneburgo.

## Storia
Gifhorn fu menzionata per la prima volta nel 1196. Si trovava all'incrocio di due importanti vie mercantili dell'epoca: la via del sale (Salzstraße), principale via commerciale per il sale tra Luneburgo e Braunschweig, e la via del grano (Kornstraße), che trasportava il grano tra Celle e Magdeburgo.
Fra il 1525 e il 1581 fu costruito il Castello di Gifhorn in stile rinascimentale del Weser. Il castello fu fortificato fino al 1790 con fossati, bastioni e baluardi e non fu mai conquistato. 
Durante il XVI secolo Gifhorn divenne la residenza ducale del duca Francesco di Brunswick-Lüneburg per soli 10 anni.

## Amministrazione

### Gemellaggi
Gifhorn è gemellata con:
- Korsun'-Ševčenkivs'kyj, dal 1989
- Gardelegen, dal 1991
- Dumfries, dal 1994
- Hallsberg, dal 1997